# بیزکوچیتو
بیزکوچیتو (به لاتین: Bizcochito) یک شیرینی کره‌ای با طعم دارچین و بادیان رومی مخصوص منطقه سانتا فده نیومکزیکو است.